# Дарија
Дарија (енгл. Daria) је амерички анимирани ситком за одрасле чији су аутори Глен Ајклер и Сузи Луис Лин. Серија се приказивала од 3. марта 1997. до 21. јануара 2002. године на каналу MTV.
Представља спин-оф Мајк Џаџове серије Бивис и Батхед, у којој се Дарија појављује као споредни лик. Иако се Џаџ сложио да пусти лик како би јој омогућио да се појави у спин-офу, он није учествовао у продукцији серије Дарија, пошто је био заузет радом на серији Краљ брда.